# Жадраев, Демеу Имангалиевич
Демеу Нурдаулетович Жадраев (каз. Демеу Нұрдәулетұлы Жадраев; род. 2 ноября 1989, Коктал, Талды-Курганская область) — казахстанский борец греко-римского стиля, серебряный призёр Олимпийских игр 2024 года в Париже.

## Биография
Происходит из рода суан.
Борьбой занимается с 2001 года, первый тренер Жумахан Турганбек, с 2007 года тренируется у Боранбека Коныратова.
В 2015 году стал бронзовым призёром чемпионата Азии в категории до 66 кг. В 2016 году стал бронзовым призёром чемпионата мира среди военнослужащих.
Серебряный призёр чемпионата мира 2017 года в категории до 71 кг.
Участник Олимпийских игр 2020 года в Токио.

## Награды
- Орден «Парасат» (14 августа 2024 года) — за высокие спортивные достижения на ХХХIII летних Олимпийских играх, прошедших в городе Париже[2].